# Cole Harbour-Portland-Valley
Circonscription électorale provinciale du Canada
Cole-Harbour-Portland-Valley est une circonscription électorale provinciale de la province canadienne de la Nouvelle-Écosse. 
La circonscription a été créée d'après la réforme électorale de 2012, afin de revue et grandir la vieille circonscription électorale de Cole Harbour.

## Liste des députés
|  | Tony Ince   | Libéral | 2013-2024     |
|  | Leah Martin | PC      | 2024-en cours |